# كهف بوسمينسخات
كهف بوسمينسخات (بالأفريقانية: Boesmansgat)‏ هو كهف عميق مغمور بالمياه، يقع في مقاطعة كيب الشمالية بجنوب إفريقيا، ويبلغ عمقه 1500 متر (4921 قدمًا)
اكتشف الكهف لأول مرة من قبل الغواص الهاوي مايك راثبورن، في عام 1977م، وقام نونو جوميز بأكبر عملية غطس في عام 1996م، حيث وصل إلى عمق 282.6 مترًا (927 قدمًا)، وصار ضغط المياه يعادل الغوص لعمق 339 مترًا (1112 قدمًا) تحت سطح البحر. ،وكادت غطسة جوميز تودي بحياته، حيث علق في الوحل لمدة دقيقتين في قاع الكهف.
وفي 24 نوفمبر 2004م، سجلت فيرنا فان شايك الرقم القياسي العالمي للمرأة في موسوعة جينيس لأعمق غوص حيث وصلت لعمق 221 مترًا (725 قدمًا).

## الوفيات
- في عام 1994، مات ديون درير تحت عمق 50 مترًا (164 قدمًا)، وفقدت جثته حتى عثر عليها غواص الكهوف ديف شو، بعد عشر سنوات، وعثر على الجثة على عمق 270 مترًا (886 قدمًا).[2][4][5]
- وفي 8 يناير 2005، توفي ديف شو أثناء محاولته استعادة جثة درير،  صديق شو المقرب وغواص الدعم، دون شيرلي الذي كان معه، نجا ولكن مع تلف في الأذن أفقده التوازن بشكل دائم،[2] وفي 12 يناير 2005، عثر مجموعة من الموظفين على جثتي دراير وشو بالقرب من سطح الماء، بينما كانوا يستعيدون جزءًا من المعدات التقنية.[5][4]